# Goleu
Goleu est un village situé en Côte d'Ivoire. Il s'agit d'une localité rurale appartenant au département de Danané, dans la région du Tonpki.